# Izvorul Bătrâna
Izvorul Bătrâna sau Ponorul Izei (monument al naturii),  este o arie protejată de interes național ce corespunde categoriei a III-a IUCN (rezervație naturală de tip hidro-geologic), situată  în județul Maramureș, pe teritoriul administrativ al comunei Moisei. 

## Localizare
Aria naturală se află în partea sud-estică a județului Maramureș, în zona estică a Munților Rodnei (ce aparțin grupului nordic al Carpaților Orientali), pe teritoriul sud-estic al satului Moisei.

## Descriere
Rezervația naturală a fost declarată arie protejată prin Legea Nr. 5 din 6 martie 2000 publicată în Monitorul Oficial al României Nr. 152 din 12 aprilie 2000 (privind aprobarea Planului de amenajare a teritoriului național - Secțiunea a III-a -  arii protejate) și ocupă o suprafață de 0,50 hectare.
Aria naturală inclusă în Parcul Național Munții Rodnei a fost constituită pentru protejarea izbucului din care izvorăște valea Bătrânei și reprezintă o fostă dolină cu pereți stâncoși, unde apele „pârâului Măgurii”, pătrund printr-un mic canion, formând cascade; fenomene endocarstice dezvoltate în masivele de calcare eocene de pe platoul „Bătrâna”. 

## Atracții turistice
În vecinătatea rezervației naturale se află mai multe obiective de interes turistic (lăcașuri de cult, monumente istorice, muzee, arii protejate, zone naturale), astfel:

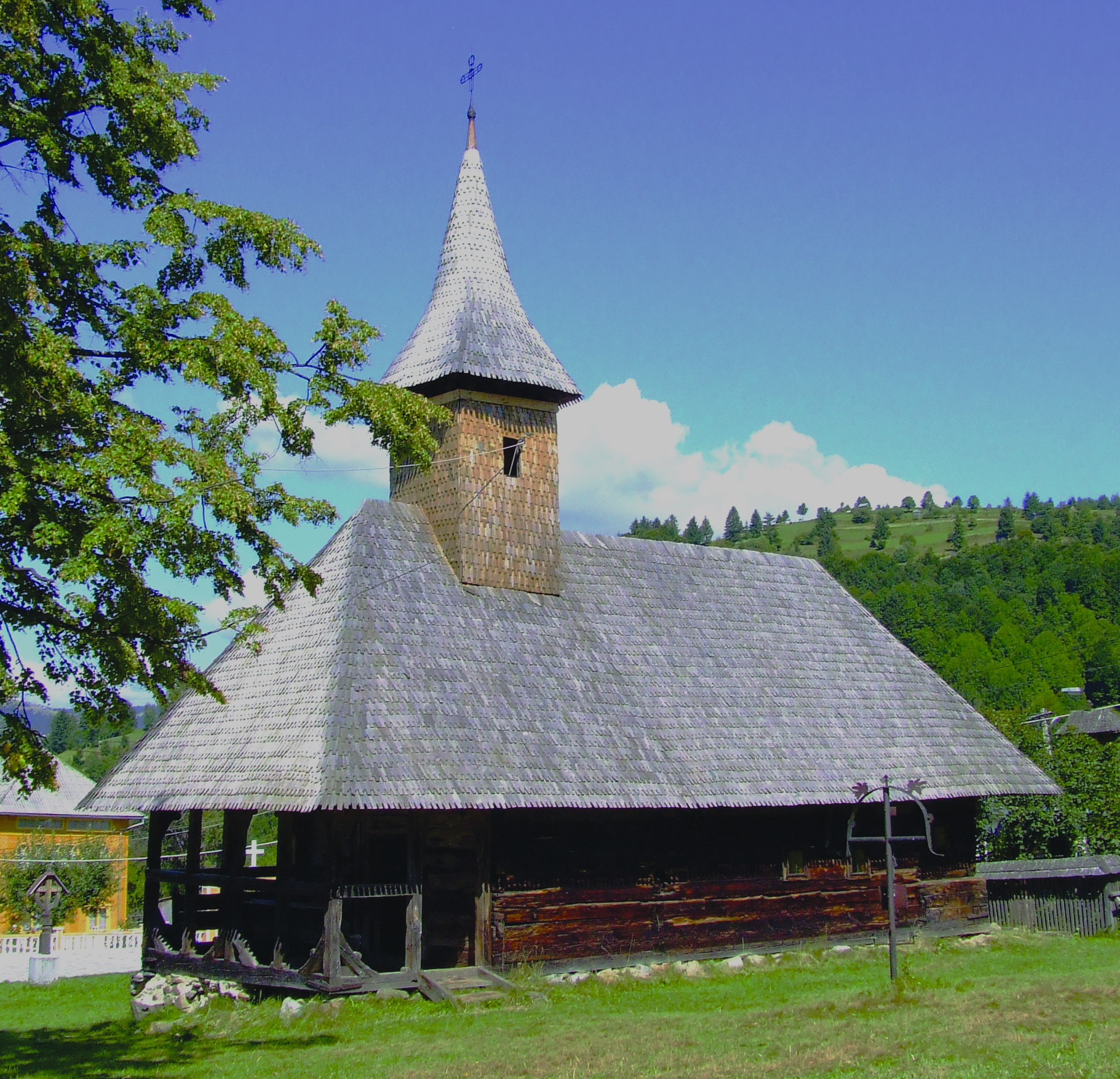
Biserica de lemn din Mănăstirea Moisei

- Mănăstirea Moisei, complex monahal cu biserică de lemn, biserică de zid, chilii, grădini[5]
- Biserica de lemn din Mănăstirea Moisei cu hramul „Adormirea Maicii Domnului”, construcție 1672, monument istoric
- Biserica "Sf. Apostoli Petru și Pavel" din Săcel, construcție 1909, monument istoric
- Parcul Natural Munții Maramureșului
- Parcul Național Munții Rodnei
- Rezervația naturală Peștera și izbucul Izvorul Albastru al Izei
- Peștera din Dealul Solovan, arie naturală declarată monument natural
- Mori țărănești de apă în satul Săcel
- Trasee montane în Munții Rodnei
- Valea Izei
- Atelierul de lucru și cuptorul olarului Tănase Burnar (fiul renumitului meșter olar Tanase Cocean), ultimul meșter care lucrează ceramică de Săcel[6]